# Andrena almas
Andrena almas är en biart som beskrevs av Tadauchi, Miyanaga och Dawut 2005. Andrena almas ingår i släktet sandbin, och familjen grävbin. Inga underarter finns listade i Catalogue of Life.